# 35 millimetri (pellicola cinematografica)

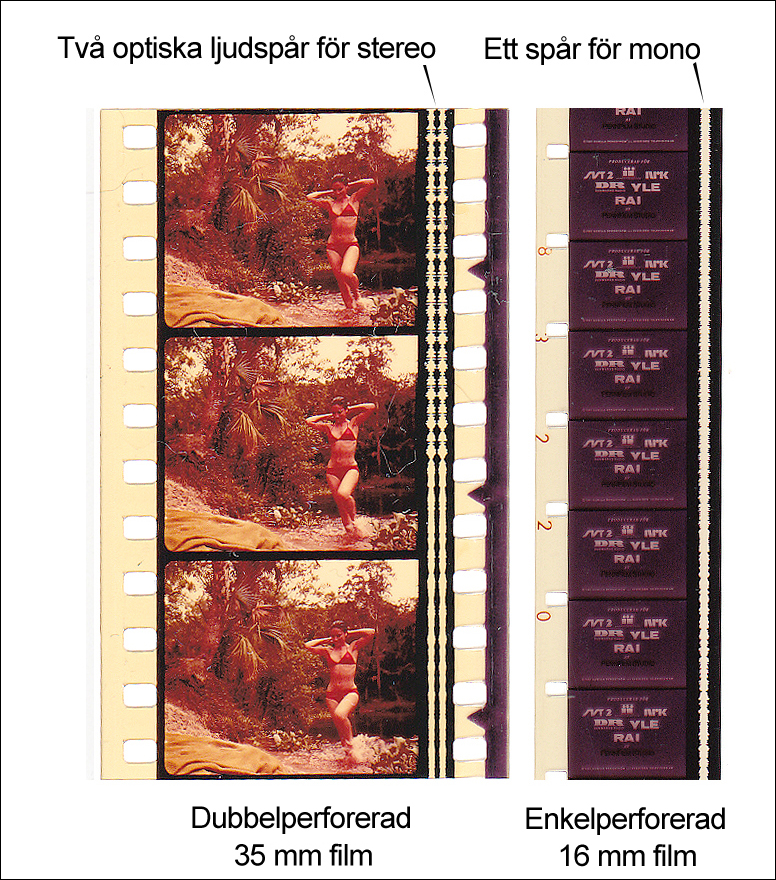
Film 35 mm contro 16 mm

Il formato 35 mm (o 35 millimetri) è stato il tipo più comune e dominante di pellicola cinematografica professionale (in bianco e nero o a colori) del XX secolo, ideata nel 1889 e diffusa nel 1909 come standard occidentale per il cinema, fino alla conversione della tecnologia digitale, avvenuta nel nuovo millennio.
Il nome 35 mm deriva dalla larghezza della pellicola stessa (il formato), che inizialmente era di 1 pollice e 3/8 (34,98 mm ± 0,03), e conteneva fotogrammi di dimensione 24x18 mm (spaziati da 1 mm di distanza) senza colonna sonora (cinema muto), seguendo una perforazione in entrambi i lati, con 4 fori per ogni fotogramma (~ 19 mm) o 16 fotogrammi per ogni piede (30,48 cm) di lunghezza. La pellicola 35 mm ha uno spessore di circa 0,14 mm e i fori dello standard Kodak sono rettangolari con angoli arrotondati di 1,981 mm di altezza per 2,794 mm di larghezza e distano 4,75 mm l'uno dall'altro.

## Storia
Fu ideata nel maggio 1889 da William Dickson per il Kinetoscopio di Edison (sviluppato dal 1889 al 1892), dividendo a metà le pellicole fotografiche da 70 mm non perforate (della Kodak di George Eastman) usate sulle fotocamere dell'epoca; la stessa pellicola da 70 mm fu probabilmente quella utilizzata poi per le riprese aeree (nel primo dopoguerra) e forse quella che poi fu implementata per ottenere anche la pellicola cinematografica da 70 mm.

## Fotogrammi

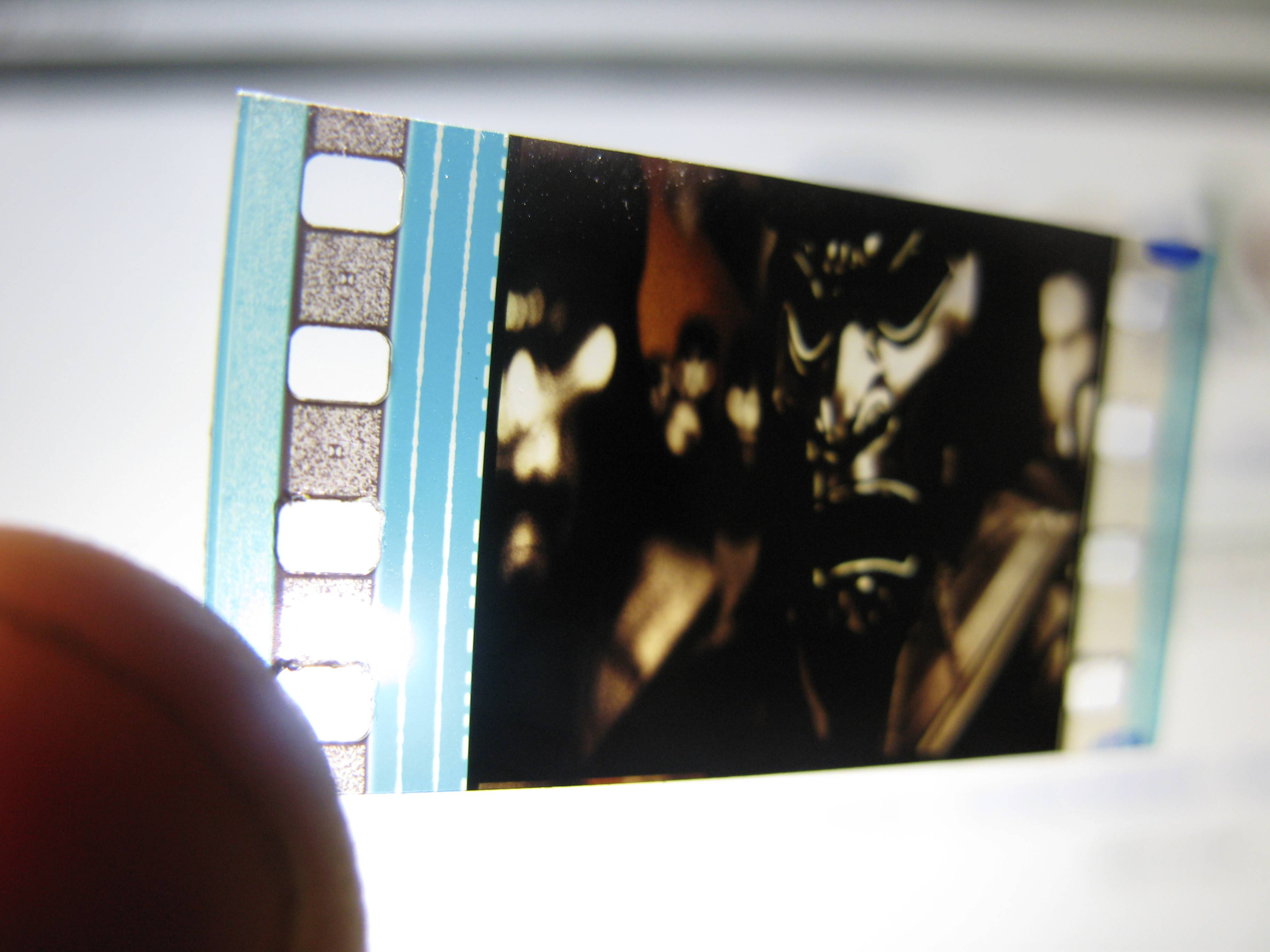
Positivo 35 mm da proiezione con fotogramma anamorfico (2,39:1) al cui fianco sinistro c'è l'audio ottico ad area variabile (in stereo Dolby SR); tra le perforazioni c'è l'audio Dolby Digital, e nelle bande azzurre esterne ci sono le 2 tracce audio SDDS.

Tra la fine del XIX e l'inizio del XX secolo, fu inventata e brevettata una gran varietà di formati di fotogramma, e relativi sistemi di ripresa e di proiezione, come il sonoro. Il formato 35 mm è stato la base sulla quale si sono succedute piccole e grandi variazioni riguardanti le dimensioni dei fotogrammi. 

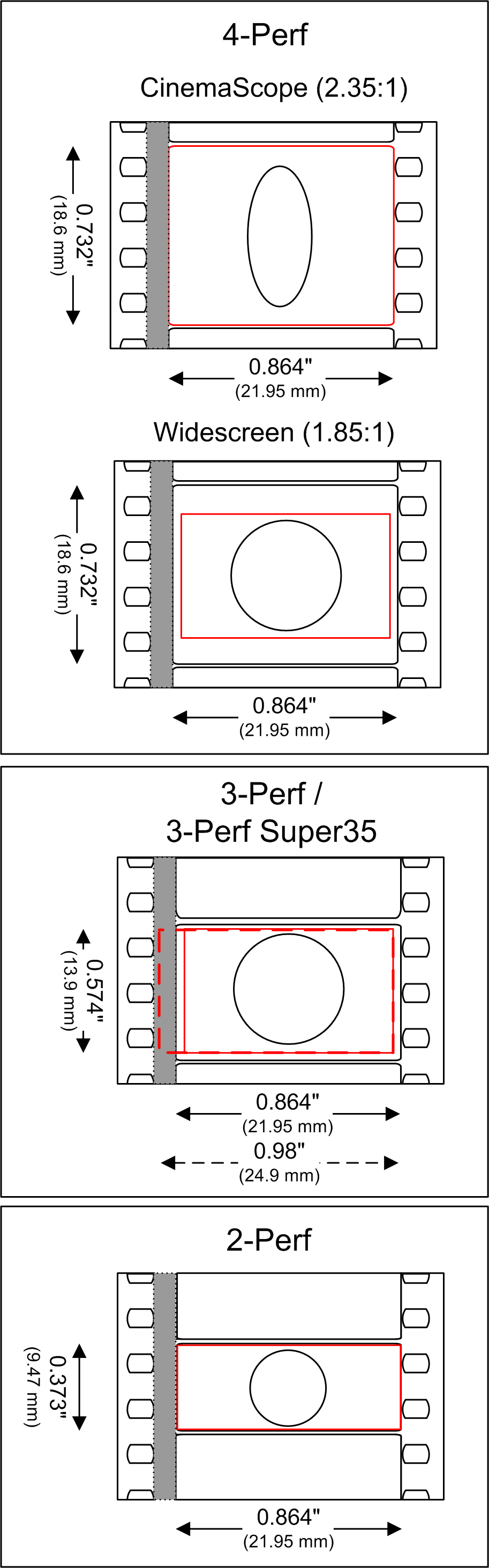
Vari formati di fotogramma

Il primo rapporto d'aspetto usato su questa pellicola, sia in ripresa che in proiezione, è stato per vari anni il 4:3 (larghezza/altezza) o 1,33:1, che poi condizionò anche l'aspetto della televisione. E una volta entrato in concorrenza con la TV, il cinema diventò più spettacolare ed interessante, grazie alla 20th Century Fox, che nel 1953 diffuse il wide-screen (schermo largo) con il CinemaScope e l'uso di ottiche anamorfiche, allargando l'aspetto della proiezione a circa 2,35:1 (ma anche 2,55:1 e 2,39:1) con un buon aumento della qualità dei dettagli in visione, rispetto ai vari formati widescreen lineari tipo il 1,85:1 con sonoro. 
Nonostante le sfide dei diversi formati, dai più piccoli ai più grandi, questa tipologia di pellicola (35 mm) fu considerata, dai più, il giusto compromesso tra una buona qualità d'immagine e un basso costo delle bobine. 
Con l'avvento del sonoro e quindi con la necessità di creare spazio per la colonna sonora, il fotogramma venne dapprima portato a 21×18 mm, con un rapporto d'aspetto di 1,17:1 e in seguito fu ridotto a 22×16 mm, ma lasciando dello spazio nero tra i fotogrammi, con un rapporto di circa 1,37:1, ufficialmente adottato dal AMPAS e cosiddetto Academy Standard, utilizzato tra il 1932 e il 1953. Ci furono anche vari formati a schermo panoramico, con fotogramma lineare, tipo il 1,66:1 (European Flat) e il 1,85:1 (Academy Flat), oppure con fotogrammi in formato anamorfico e aspetto in proiezione di 2,55:1 (CinemaScope da 1953 al 1957), 2,35:1 (CinemaScope dal 1957 al 1970) e 2,39:1 (spesso arrotondato a 2,40:1, del CinemaScope dopo il 1970); dove, l'interlinea dei fotogrammi anamorfizzati risulta inferiore rispetto ai formati convenzionali.
I fotogrammi con colonna sonora vengono stampati in successione su una pellicola cinematografica di triacetato di cellulosa o di poliestere, con uno spazio fra un fotogramma e l'altro (interlinea) di 3 mm in caso di riprese flat con rapporto visivo 1,33:1, di circa 4 mm in caso di riprese flat 1,85:1, oppure con spazio praticamente nullo tra i fotogrammi, in caso di riprese anamorfiche con rapporto visivo 1,17:1 nativo (che diventa 2,35:1 su schermo). 
La pellicola è munita ai lati di due bande perforate con 4 fori per fotogramma, che forniscono la presa per il meccanismo di trascinamento della cinepresa, solitamente a griffa, e del proiettore, solitamente composto da rocchetti dentati (uno di questi è azionato dalla croce di Malta).

## Formati comuni
- Academy Standard
- Widescreen (o Academy Flat)
- European Flat
- CinemaScope
- Super 35
- 3-Perf
- VistaVision

## Perforazioni
- BH
- KS
- DH
- CS

## Il passaggio alla fotografia

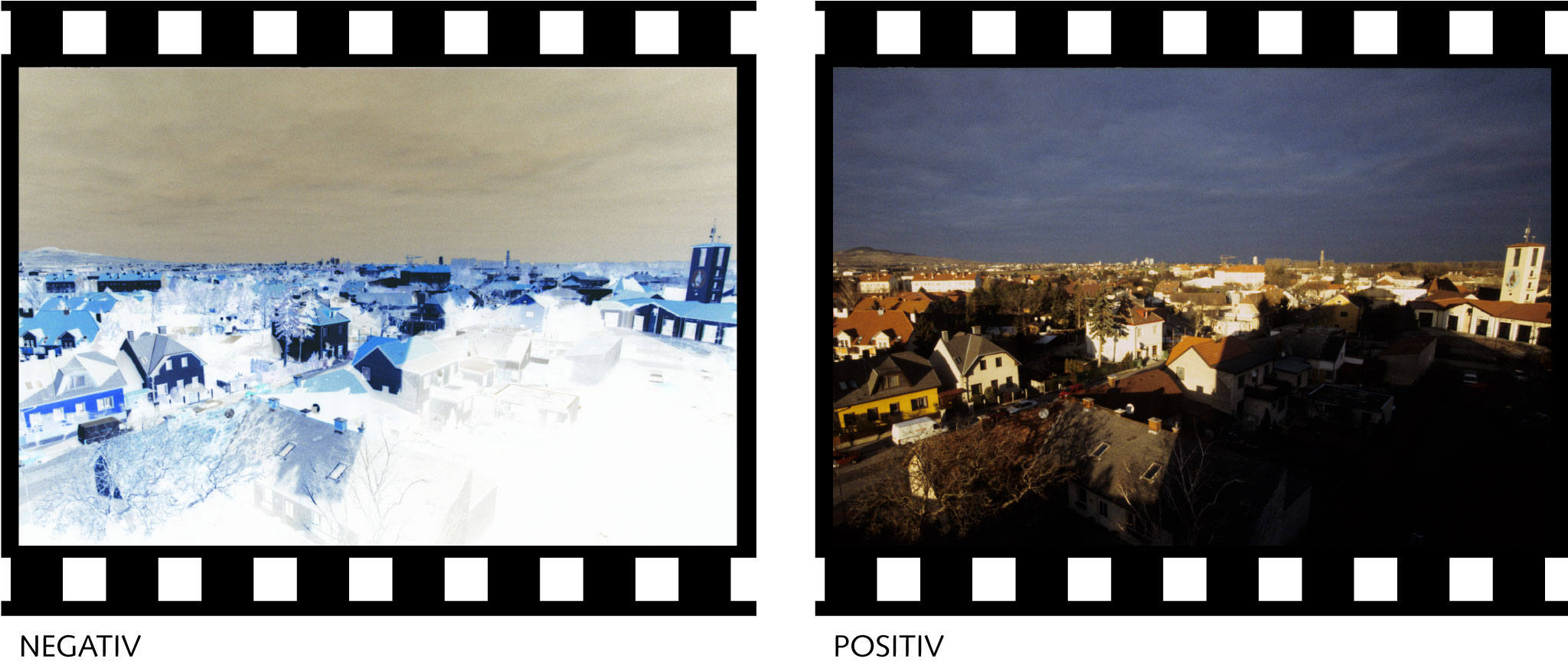
Un film 35 mm usato per la fotografia in formato 24x36 mm (negativa a sinistra e positiva a destra).

Nel 1913, Oskar Barnack, ingegnere della Leitz di Wetzlar, nello sviluppare un sistema pratico di esposizione dei film 35 mm per il cinema, ideò e costruì una scatoletta con obiettivo, per esporre una striscia di pellicola, ma per migliorare la misura, usò un particolare formato di fotogramma di dimensioni doppie a quello corrente, passando da 24x18 mm a 24x36 mm; quella scatoletta è oggi conosciuta come la Leica, una fotocamera che prese piede nel primo dopoguerra, usando come formato di fotogramma proprio il 24x36 (ovvero, il 36 x 24 mm).
Detto anche formato 24x36, qualche anno più tardi diventò il più usato e il più comune nella fotografia a pellicola di massa, per il resto del secolo; a tutt'oggi è anche chiamato «formato Leica» in suo onore (e poi, pieno formato in ambito digitale), aprendo le porte all'utilizzo della pellicola cinematografica da 35 mm, anche in ambito fotografico, in modo massivo, da quando nel 1937 la Kodak commercializza i rullini 135, usati nelle fotocamere Leica e in quelle cosiddette di "piccolo formato" (per confronto a quelle di medio e di grande formato).
Il formato 135 (o solo, 135 o 135-size film ) è il termine tecnico che descrive il sistema dei caricatori fotografici standardizzato, per l'utilizzo della pellicola cinematografica da 35 mm in ambito fotografico, o almeno il più famoso e utilizzato, che ha consentito di costruire fotocamere leggere, di piccole dimensioni e relativamente economiche, che comunque permettono di ottenere immagini di qualità abbastanza buona, nella gran parte delle applicazioni comuni; si tratta quindi di un formato di uso generale, che praticamente venne usato da tutti i dilettanti e da buona parte dei professionisti, soprattutto nel fotogiornalismo, anche sportivo (dove è necessario ridurre i pesi dell'attrezzatura).